# Milagros Sequera
Milagros Sequera (San Felipe, 1980. szeptember 30. –) venezuelai teniszezőnő. 1999-ben kezdte profi pályafutását, egy egyéni és három páros WTA-torna győztese. Legjobb egyéni világranglista-helyezése negyvennyolcadik volt, ezt 2007 júliusában érte el.

## Eredményei Grand Slam-tornákon

### Egyéniben
| Torna           | 2008   | 2007   | 2006   | 2005   | 2004   | 2003   | 2002   |
| --------------- | ------ | ------ | ------ | ------ | ------ | ------ | ------ |
| Australian Open | -      | 2. kör | -      | -      | 1. kör | -      | -      |
| Roland Garros   | 2. kör | 2. kör | -      | -      | 1. kör | -      | 1. kör |
| Wimbledon       | 1. kör | 3. kör | -      | 1. kör | 2. kör | 1. kör | -      |
| US Open         |        | -      | 1. kör | -      | 1. kör | 2. kör | -      |

## Év végi világranglista-helyezései
| Év       | 1995 | 1996 | 1997 | 1999 | 2000 | 2001 | 2002 | 2003 | 2004 | 2005 | 2006 | 2007 | 2008 |
| Helyezés | 874. | 595. | 528. | 193. | 139. | 153. | 118. | 76.  | 142. | 150. | 101. | 74.  | 207. |